# Digimon Adventure 02
Digimon Adventure 02 (яп. デジモンアドベンチャー０２ дэдзимон адобэнтя: дзэро цу:, «Приключение Дигимонов 02») — аниме-сериал, произведённый кинокомпанией Toei Animation; второй аниме-сериал в медиафраншизе Digimon. Впервые демонстрировался по японскому телевидению со 2 апреля 2000 по 25 марта 2001 года телекомпанией Fuji Television.
Сюжет сериала разворачивается через три года после событий Digimon Adventure. Пятеро (в дальнейшем шестеро) главных героев, двое из которых — Хикари Ягами и Такэру Такаиси — уже появлялись в предыдущем сериале, противостоят новым угрозам, нависшим над Цифровым миром, среди которых — тирания «Императора Дигимонов», установившего с помощью чёрных колец, спиралей и башен контроль над дигимонами с целью их порабощения. Однако появляются другие, ещё большие угрозы, в том числе Блэк Вор Греймон, неуправляемый злой дигимон, созданный двумя злодеями — Архнемон и Маммимоном, тайно управляемыми человеком по имени Юкио Оикава.
Сериал был хорошо воспринят критиками, в частности похвал были удостоены сюжетные элементы, связывающие его с предыдущим аниме. Как и по первому сериалу, по Digimon Adventure 02 выпускались игрушки, пищевые продукты, коллекционные карты, манга, журналы, маскарадные костюмы, школьные принадлежности, аксессуары, музыкальные альбомы, видеокассеты, DVD и компьютерные игры, распространявшиеся преимущественно компанией Bandai Namco Holdings.

## Сюжет
События сериала разворачиваются фактически через три года после событий предыдущего аниме. В это время Избранные дети вернулись к своей обычной жизни, а Цифровой мир, где им удалось победить Апокалимона, снова стал спокойным и мирным. Но появляется новый враг, «Император Дигимонов» (デジモン・カイザー), установивший власть над частью Цифрового мира сначала с помощью созданных им тёмных колец и чёрных башен, а затем — тёмных спиралей, позволяющих поработить любого дигимона и препятствующих его эволюции. Между тем появляется новое поколение Избранных детей, состоящее из пяти главных героев, среди которых — ветераны Такэру Такаиси и Хикари Ягами. Новому поколению, вооружённому устройствами D3 (новый тип дигивайса), позволяющими им в любое время открыть прямой доступ к различным местам в Цифровом мире, и дигименталями, позволяющими их дигимонам эволюционировать вопреки присутствию чёрных башен, по прошествии 22-х серий удаётся сорвать планы Императора Дигимонов, оказавшегося школьником-вундеркиндом Кэном Итидзёдзи, благодаря самопожертвованию его дигимона-партнёра Ворммона. 23 серия представляет собой исповедь Кэна о своём детстве: его родители не уделяли ему никакого внимания, больше времени отдавая его старшему брату-вундеркинду Осаму. Из ревности мальчик желал, чтобы его брата не стало. Жизнь Кэна омрачилась гибелью его брата под машиной, и он решил завоевать Цифровой мир.
Вскоре после этой перемены появляются два новых врага: Архнемон и её сообщник Маммимон, которые, с помощью преобразования чёрных башен в различных дигимонов, причиняют беды цифровому миру. В свою очередь, Кэн, осуждая хаос, распространившийся по Цифровому миру, присоединяется к Избранным детям, которые не очень рады его присутствию, и сражается вместе с ними с помощью своего партнёра-дигимона Ворммона. Однако возникает ещё большая угроза: Блэк Вор Греймон, злой дигимон, состоящий из старых чёрных башен и обладающий феноменальной силой. Выйдя из-под контроля и круша всё на своём пути, Блэк Вор Греймон пытается найти смысл своего существования. Между тем другому человеку, по имени Юкио Оикава, являющемуся главарём Архнемон и Маммимона, удаётся открыть виртуальный портал, ведущий в Цифровой мир, и выпускает в реальный мир множество неуправляемых диких дигимонов, которые рассеиваются по четырём сторонам света. Учитывая присутствие этих дигимонов в своём мире, пятеро главных героев помогают ветеранам, разделившись на несколько групп и сопровождая их, чтобы вернуть дигимонов в цифровой мир с помощью портативных компьютеров. Между тем Оикава и его подручные похищают нескольких одиноких детей, чтобы ввести им чёрные семена. Кэн узнаёт от Оикавы, что такое семя есть в нём, что именно оно и стало причиной его обращения в Императора Дигимонов и что его надлежит отсканировать и перенести на похищенных детей. Позднее Избранные дети узнают, что всё это изначально было связано с Вамдемоном, одним из антагонистов первого сезона, эволюционировавшего в свою самую мощную форму, Велиал Вамдемона. Сериал заканчивается тем, что все Избранные дети со всего мира используют свет, исходящий из душ каждого из них, в надежде восстановить мир и порядок в обоих мирах. Оикава, слишком слабый, чтобы вернуться в цифровой мир, восстанавливает мир и гармонию и умирает. С установлением нового мира спасители миров получают своего собственного партнёра-дигимона. 25 лет спустя жизнь всех Избранных детей изменяется коренным образом.

## Персонажи
В Digimon Adventure 02 рассказывается о приключения пяти (в дальнейшем — шести) главных героев-детей, ведущих борьбу против зла, угрожающего цифровому и реальному мирам; в этом им помогают их дигимоны-партнёры и, зачастую, ветераны — главные герои предыдущего аниме. Сюжет сериала сосредоточен на пятерых Избранных детях, в том числе двоих ветеранах. Как и в предыдущем аниме, у каждого из них есть свой дигивайс; тем не менее в течение сериала они обнаруживают по два-три дигиментала, которые позволяют их дигимонам принимать различные боевые формы.
Первый главный герой и лидер группы — Дайскэ Мотомия, молодой простодушный мальчуган, смелый и азартный футболист, «запавший» на Хикари и из-за этого ревнующий её к Такэру; имеет партнёра Ви-мона и дигиментали храбрости и дружбы. Мияко Иноуэ — девочка зачастую импульсивная, сорвиголова с некоторыми навыками в информатике; имеет партнёра Хоукмона и дигиментали любви и искренности. Йори Хида — самый младший ребёнок в группе; имеет партнёра Армадимона и дигиментали мудрости и честности. Два ветерана — Хикари Ягами, сестра Тайчи, и Такэру Такаиси, младший брат Ямато Исиды — также состоят в группе со своими партёрами — дигимонами Тейлмон и Патамоном соответственно. В дальнейшим к этой пятёрке присоединяется Кэн Итидзёдзи, умственно одарённый но замкнутый в себе мальчик, бывший ранее врагом группы, с партнёром Ворммоном и дигименталем доброты.
В онлайн-опросе телезрителей, проведённом на официальном сайте Toei Animation в разделе, посвящённом Дигимонам, Дайскэ занял девятое место в рейтинге самых любимых из Избранных детей второго сезона, а в рейтинге любимых Избранных детей обоих сезонов он поднялся на восьмое. Во время первого опроса Мияко заняла семнадцатое место, а во втором — двенадцатое. Иори в первом опросе занял четырнадцатое место, а во втором — одиннадцатое. Хикари заняла пятое место в первом опросе, но во втором опустилась на шестое место, уступив Соре. Такэру занял второе место в первом опросе, но во втором опустился на третье место. Кэн в первом опросе занял седьмое место, но во втором опросе он занял второе.

## История создания
Digimon Adventure 02 является прямым продолжением первого аниме-сериала, Digimon Adventure. Первый сериал был основан на электронный игрушках-виртуальных питомцах медиафраншизы Digimon и был вдохновлён романом французского писателя Жюля Верна «Два года каникул». Режиссёром второго сериала также стал Хироюки Какудо, а продюсерами — Хироми Сэки, Дайскэ Каваками и Кётаро Кимура.
Многие голоса, преднамеренно отобранные создателями фильма для предыдущего сезона, были включены в данный сезон. По словам Рэйко Киути, озвучившей Дайскэ Мотомию, на озвучивании первой серии сериала присутствовала многочисленная группа сэйю. Дзюнко Нода, озвучившая Ви-мона и его эволюционные стадии, отозвалась о своём герое как ребёнке и собственном двойнике, что подтверждает и Рэйко Киути. Пак Ро Ми, озвучившая Кэна Итидзёдзи, выражая впечатления о своём герое, отмечает изменения в его личности в середине сериала.
Музыка для сериала была написана Таканори Арисавой. Песня из открывающей заставки, «Target ~Akai Shōgeki~», была написана Митихико Отой на стихи Ю Мацуки и исполнена Кодзи Вадой; также она использовалась в качестве музыкальной темы смены режима в стадии джогресс-эволюции (39, 43-46 серии). Аниме включает в себя две закрывающие композиции в исполнении Ай Маэды: «Ashita wa Atashi no Kaze ga Fuku» композитора MIZUKI на стихи Ёсико Миуры (1-25 серии) и «Itsumo itsudemo» Акиры Сиракавы на стихи Ю Мацуки (26-50 серии). В аниме также были использованы другие композиции. «Brave Heart» («Храброе сердце») Митихико Оты на стихи Сатико Омори (тема эволюции дигимонов), «Break up!» (тема броневой эволюции) и «Beat Hit!» (тема джогресс-эволюции) Митихико Оты на стихи Хироси Ямады исполнены Аюми Миядзаки. «Boku wa boku datte» («Потому что я — это я») Хидэнори Тиваты на стихи Ю Мацуки в исполнении Кодзи Вады (8 серия), «Negai kanaeru kagi» («Ключ к исполнению желаний») Коси Эгавы на стихи Ю Мацуки в исполнении Юто Кадзамы (концерт группы Ямато Исиды «Teenage Wolves» [«Отроки-волчата»], 38 серия), «Minna no Christmas» («Рождество для всех») Митихико Оты на стихи Кадзуко Кобаяси в исполнении Кодзи Вады (38 серия), «Tenshi no inori» («Молитва ангела») Митихико Оты на стихи Ю Мацуки в исполнении Ай Маэды (38 и 42 серии), «Now is the time!!» («Пришла пора!») Шера Ватанабэ на стихи 1171 в исполнении Ай Маэды (40 серия), «Bokura no Digital World» («Наш цифровой мир») Митихико Оты на стихи Ю Мацуки в исполнении Кодзи Вады, Ай Маэды и озвучивающего коллектива сериала (50 серия), «Sun Goes Down» Масатаки Фудзисигэ в исполнении Ай Маэды (50 серия).